# Le Garage
Pour les articles homonymes, voir Le Garage (homonymie) et Garage (homonymie).
Pour plus de détails, voir Fiche technique et Distribution.
Le Garage (Гараж, Garazh) est un film soviétique réalisé par Eldar Ryazanov, sorti en 1980.

## Fiche technique
- Titre original : Гараж (Garazh)
- Titre français : Le Garage
- Réalisation : Eldar Riazanov
- Scénario : Émile Braguinski
- Photographie : Vladimir Nakhabtsev
- Musique : Andreï Petrov
- Pays d'origine : URSS
- Format : Couleurs - 35 mm - Mono
- Genre : comédie
- Durée : 96 minutes
- Dates de sortie : 1980

## Distribution
- Lia Akhedjakova : Malaeva
- Iya Savvina : Anikeïeva
- Viatcheslav Nevinny : Karpoukhine
- Svetlana Nemoliaïeva : l'épouse de Guskov
- Valentin Gaft : Sidorine
- Andreï Miagkov : Khvostov
- Gueorgui Bourkov : Fetisov
- Léonide Markov : Smirnovski
- Igor Kostolevski : archéologue
- Anastasia Voznessenskaïa : Koushakova
- Olga Ostrooumova : Marina
- Gleb Strijenov : Iakoubov
- Maria Vinogradova : Employee With a Chicken